# 맷 맥휴
맷 맥휴(Matt McHugh, 1894년 1월 22일 ~ 1971년 2월 22일)는 미국의 배우, 영화배우이다.

## 영화
- 기브 미 리가드 투 브로드웨이 (1948년)
- 스쿠다 후! 스쿠다 헤이! (1948년)
- 마이 페이버릿 브뤼넷 (1947년)
- 마사 아이버스의 위험한 사랑 (1946년)
- 성 메리 성당의 종 (1945년)
- 더 마크 오브 더 휘슬러 (1944년)
- 홈 인 인디아나 (1944년)
- 업 인 암스 (1944년)
- 탱크 유어 럭키 스타스 (1943년)
- 스타 스팽글드 리듬 (1942년)
- 프라이오러티스 온 퍼레이드 (1942년)
- 블루스 인 더 나잇 (1941년)
- 데블 앤 미스 존스 (1941년)
- 그들은 밤에 달린다 (1940년)
- 스미스씨 워싱톤 가다 (1939년)
- 마이 럭키 스타 (1938년)
- 해피 랜딩 (1938년)
- 댓 서튼 에이지 (1938년)
- 파리의 분노 (1938년)
- 네이비 블루 앤 골드 (1937년)
- 브로드웨이 멜로디 오브 1938 (1937년)
- 애니씽 고즈 (1936년)
- 착한 요정 (1935년)
- 바르바리 해안 (1935년)
- 새디 맥키 (1934년)
- 쉬 러브스 미 낫 (1934년)
- 프리스트 판사 (1934년)
- 하드 투 핸들 (1933년) - 조 고에츠 역
- 더 프라이즈파이터 앤 더 레이디 (1933년)
- 댄싱 레이디 (1933년)
- 투 세컨드 (1932년)
- 프릭스 (1932년)
- 스트리트 신 (1931년)